# ムパンダ
ムパンダは、タンザニア・カタヴィ州の州都である。

## 地理・交通
ムパンダはカタヴィ国立公園に比較的近く、この公園へのアクセスの足掛かりとしても機能する。

### 鉄道
タンガニーカ湖東岸のキゴマ州の州都であるキゴマから、タボーラ州の州都であるタボラへと向かい、さらに東へと向かう鉄道路線が中央線である。この中央線が通るタボーラ州のカリウアからは、南西方向へ支線が伸びており、その終点がムパンダである。なお、タボラからムパンダまで客車列車で向かった場合の所要時間は、だいたい12時間から15時間である。

タンザニアの鉄道路線の概略図。タンガニーカ湖東岸のKigomaから、Taboraへと向かう路線の途中で、南西へと分岐している路線が有る。この路線の終点が、ムパンダ（Mpanda）である。

### 道路
ムパンダには、タボラやキゴマ方面以外に、タンザニア南西端部のスンバワンガからも、未舗装の道路が通じている。ただし、ムパンダ付近は例年2月や3月が雨季であり、この時期には降雨のせいで、道路が通行不能に陥る場合がある。
このような状況を打開するために、タンザニア政府は、スンバワンガより北のムパンダを通る幹線道路を、21世紀初頭時点で舗装する計画を進行させようとしている。

### バス
道路が通行可能であれば、バスが運行されている。

#### 近郊バス
ムパンダ近郊のカタビ国立公園の傍のシタリケの町まで、小型バスが運行されている。
他に、ムパンダの南西、タンガニーカ湖の湖岸の漁村であるカレマなどへも、毎日バスが運行されている。

#### 長距離バス
ムパンダから約240 km南のスンバワンガまで、片道5時間程度かけて走るバスが1日に2本運行されている。さらに、そのうち1本のバスは、スンバワンガよりも遠くへ、ムベヤ州の州都であるムベヤまで走る。
また、ムパンダからは北東のタボラへも、約380 kmの道程を、約9時間かけて走るバスが運行されている。

### 航空
2012年にムパンダ空港は設備が増強され、長さ約2 kmの舗装された滑走路が完成し、供用を開始した。ムパンダ空港へは、2012年現在、Auric航空が就航している。

## 経済
ムパンダは周辺地域の経済の中心地として機能している。特に、コメやトウモロコシの商業的な集散地として重要である。また、ムパンダの属するカタビ州は金鉱の採掘など、鉱業の比較的盛んな場所でもある。

## 行政
ムパンダはタンザニアの主要都市からは遠い、言わば、タンザニアにおいて開拓を行ってきた地域である。2012年に、ムパンダが属していたルクワ州は分割され、新たに作られたカタビ州が作られ、ムパンダはカタビ州が所管する都市の1つに変わった。なお、2012年に実施された調査によれば、ムパンダの人口は、81540人であった。

## 宗教
ムパンダではカトリック派の教区が、2000年10月に新設された。さらに、2010年6月にはアングリカンチャーチ派のルクワ湖周辺教区の本部も、ムパンダに新設された。これらに加えて、キリスト教各派の教会も有る。
また、イスラム教徒によって、ムパンダには幾つかのモスクを設けられた。